# Seznam parků a zahrad v Českých Budějovicích

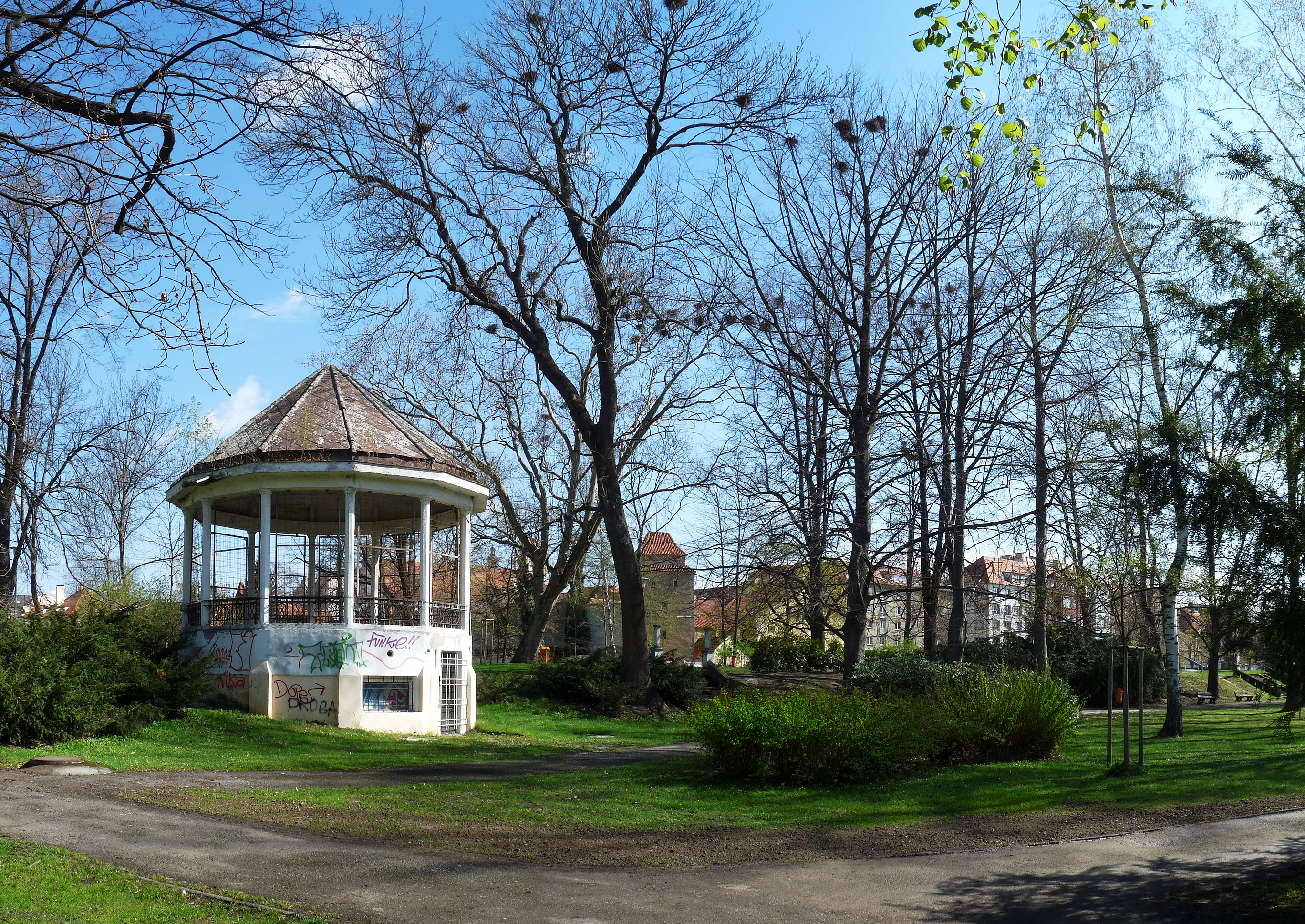
Park Háječek

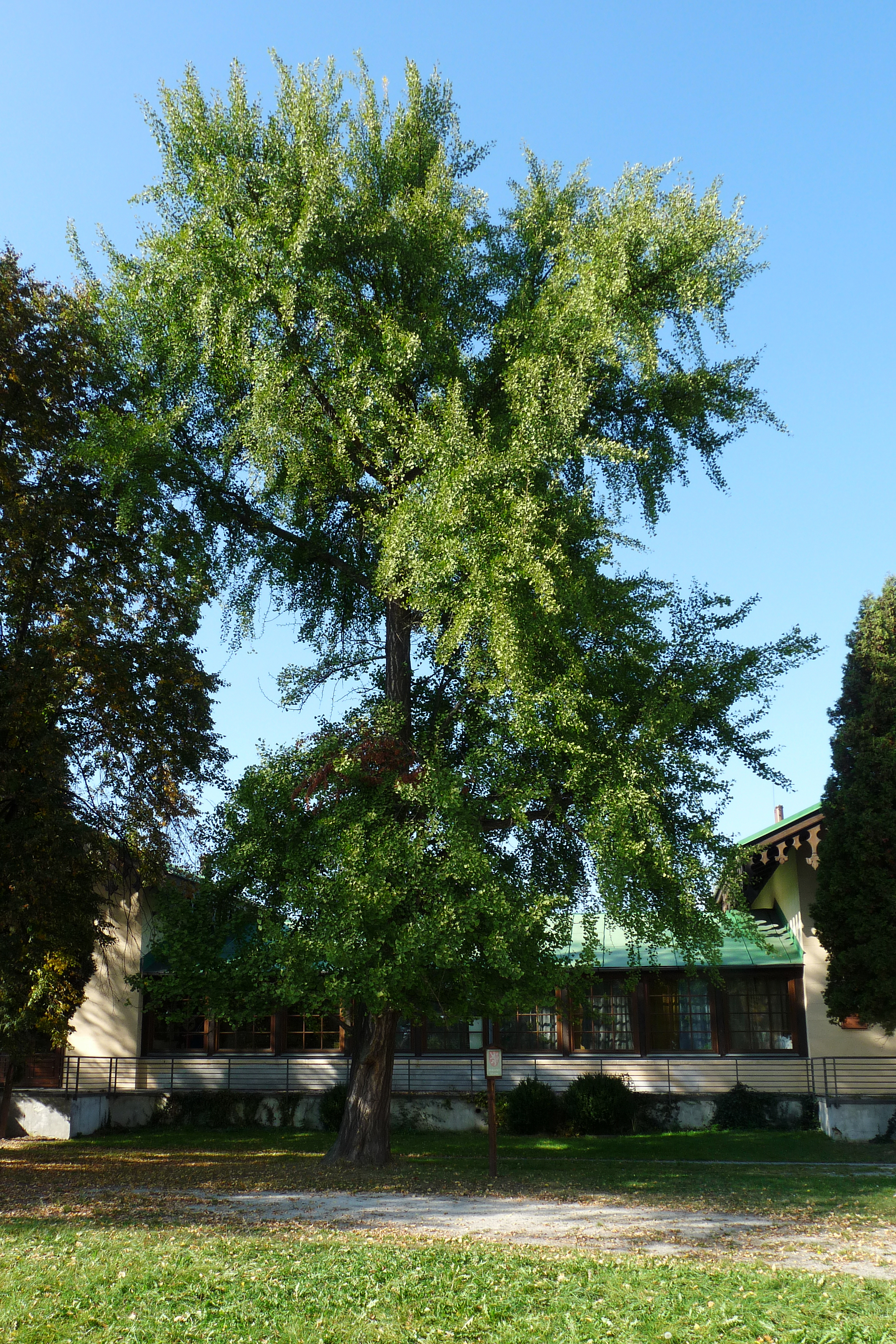
Jinan v zahradě Lannovy loděnice

Seznam obsahuje parky a zahrady v Českých Budějovicích.
- Biskupská zahrada – 0,25 ha (přesná výměra 2 536 m², parcelní číslo 566)
- Centrální park
- Klášterní předzahrádka (pod Bílou věží)
- Jungmannův park
- Leninovy sady (Slovanská zahrada, park v Dukelské ulici)
- Park Háječek – 4,1 ha, vybudován 1925
- Park Sady – 3,5 ha, vybudován 1874–1880
- Park na Sokolském ostrově – 2,3 ha, vybudován 1936
- Park u staroměstského hřbitova – 1,5 ha, upraven 1986
- Park Plzeňská
- Park Stromovka – 68 ha, založen v 50. letech 20. století
- Park Čtyři Dvory – 3 ha, vybudován 2014 za 30 milionů Kč
- Park u čtyřdvorských kasáren
- Park u Diamantu (sídliště Vltava)
- Park Vltava střed (U výměníku)
- U Parku
- Park Dlouhá louka – 9,8 ha
- Park na Palackého náměstí
- Park v Novém Vrátě
- Park u Malého jezu
- Parky v areálech nemocnice
- Rajský dvůr Dominikánského kláštera
- Schillerův park – částečně zaniklý park v severní části někdejšího Střeleckého ostrova
- Zahrada Eggertovy vily - 0,35 ha, založena 1860
- Zahrada Hardtmuthovy vily
- Zahrada Lamezanovy vily
- Zahrada Lannovy loděnice